# Grigio
Il grigio è un colore intermedio tra il nero e il bianco. È un colore neutro o acromatico, nel senso che letteralmente è un colore "senza colore", perché può essere composto da bianco e nero. Ha luminosità minore del bianco e maggiore del nero (anch'essi acromatici).

## Etimologia
"Grigio" deriva dal germanico grīs, che significa "canuto", "brizzolato".

## In natura
Nel mondo degli animali, il colore grigio è molto comune. Di colore grigio sono i gusci di molte tartarughe, le squame di molti rettili, il piumaggio di alcuni uccelli e la pelle o la pelliccia di molti mammiferi.
Inoltre i capelli umani diventano grigi in età avanzata.

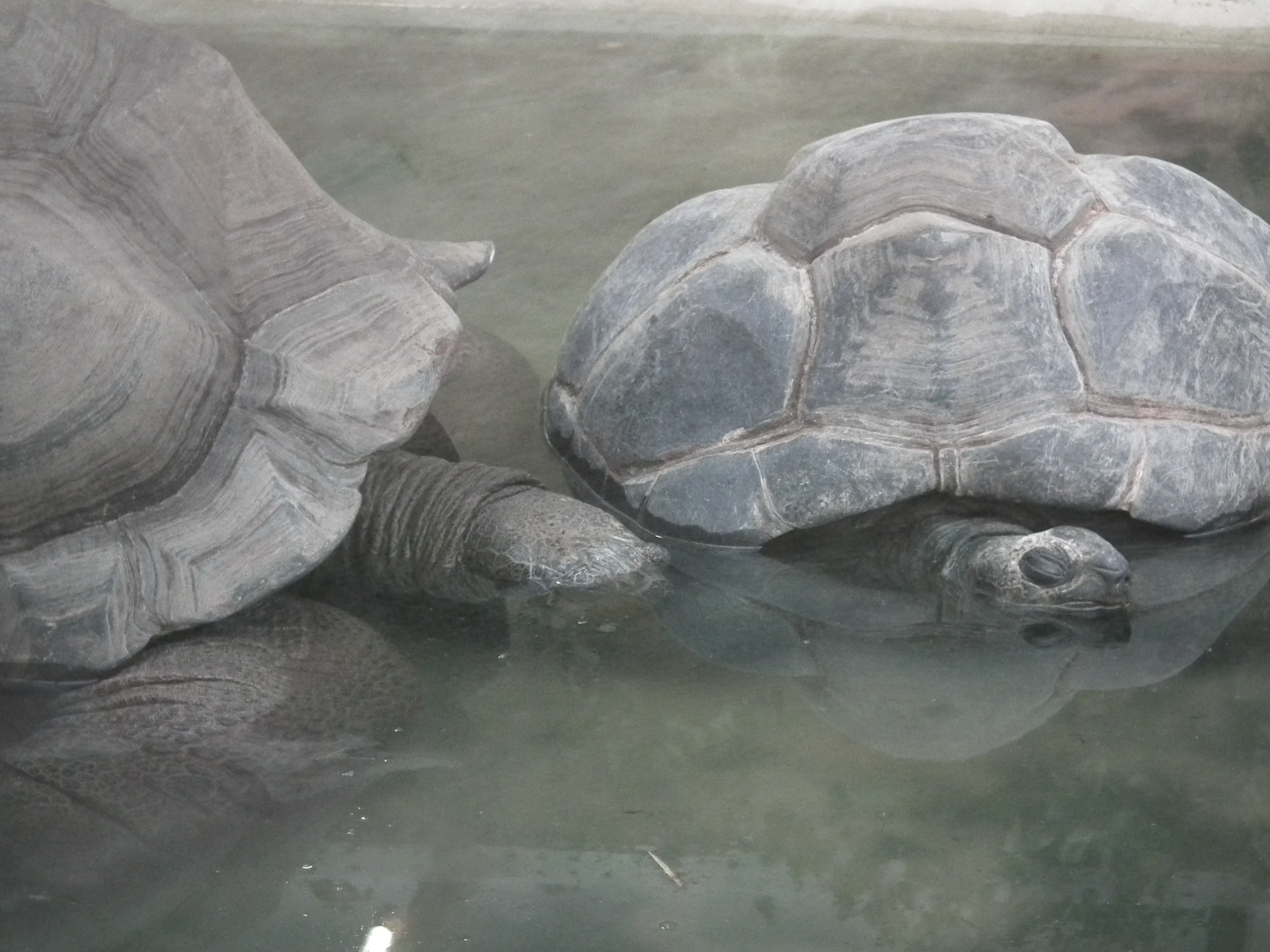
Aldabrachelys gigantea
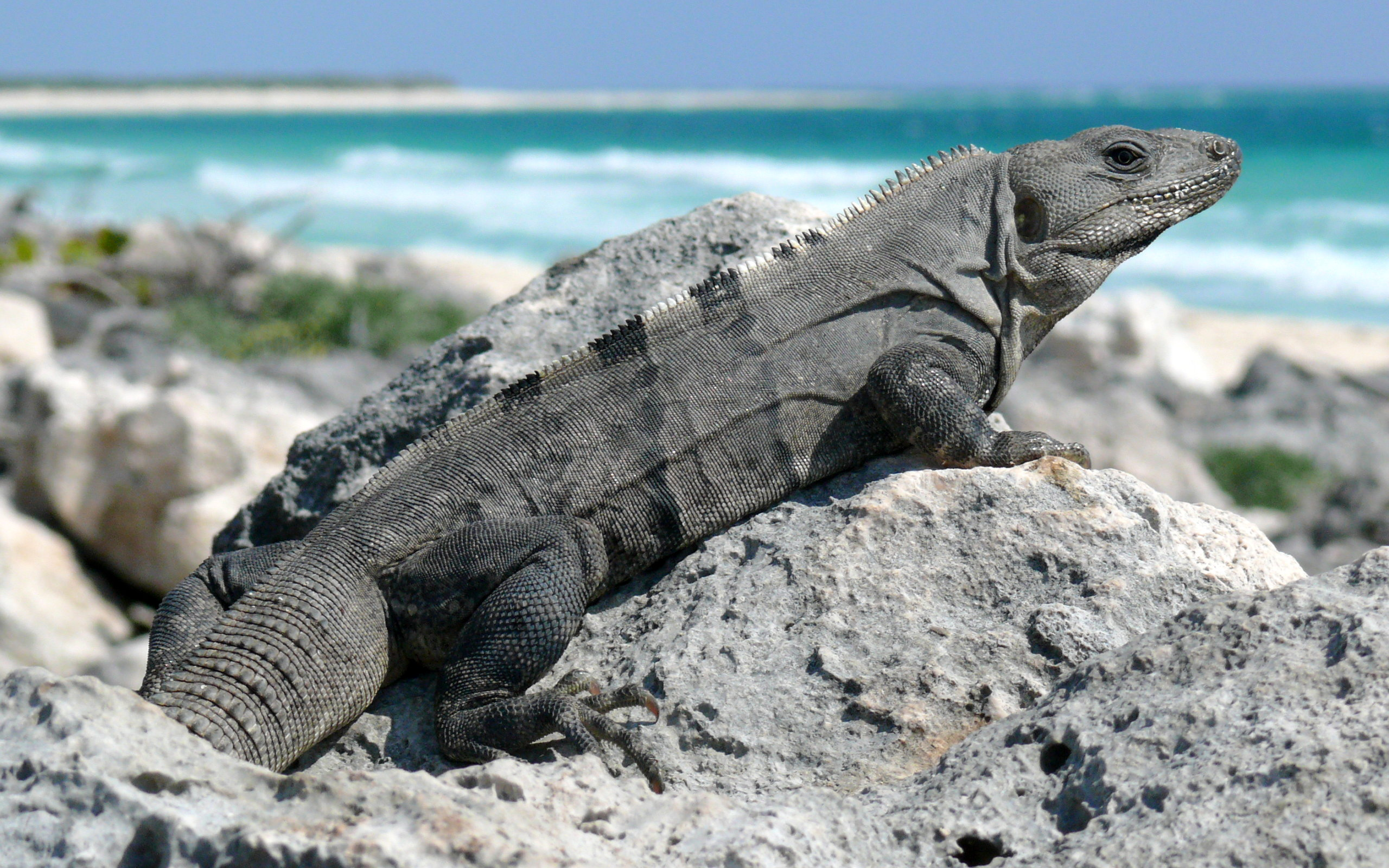
Ctenosaura similis
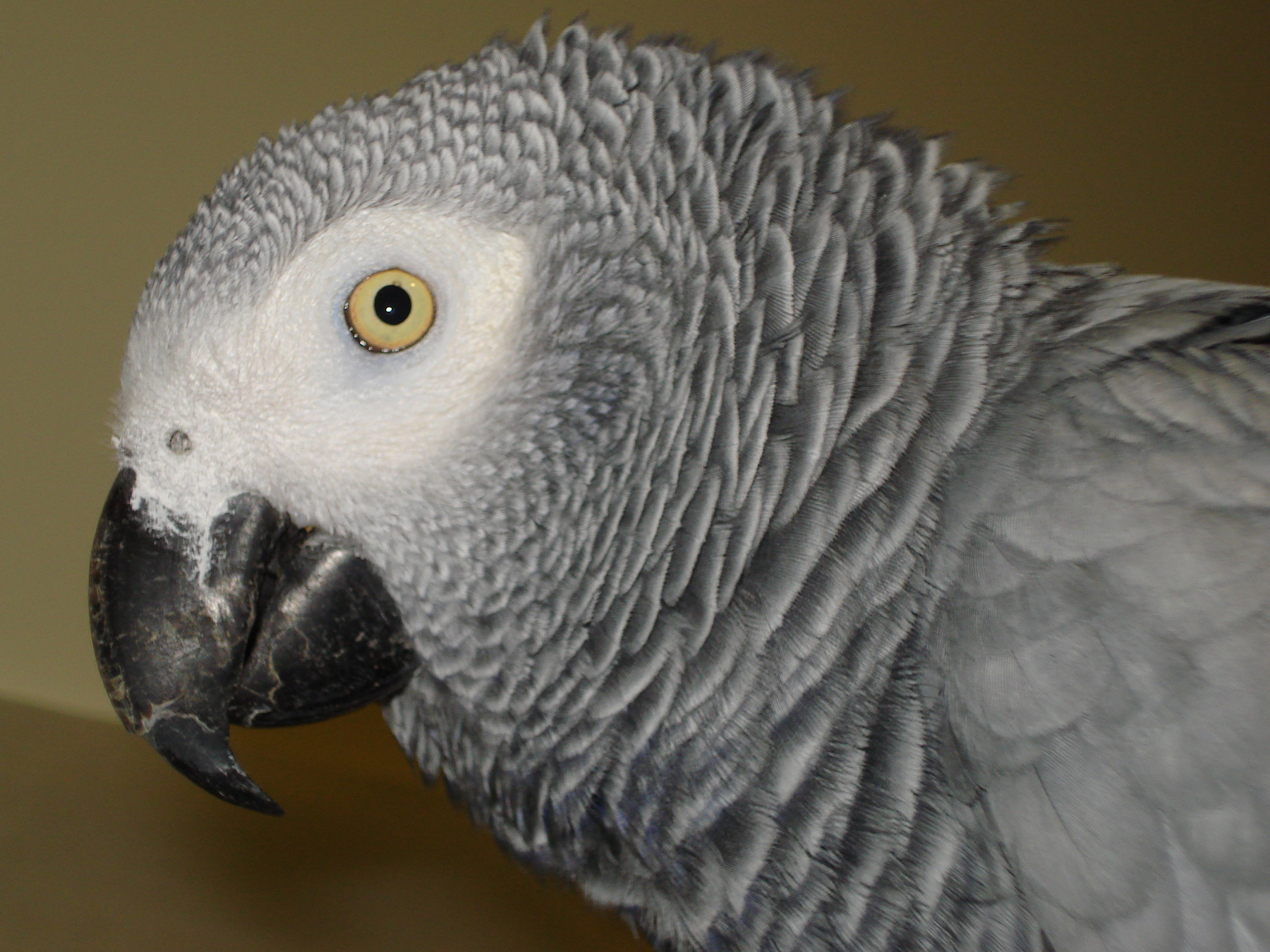
Psittacus erithacus
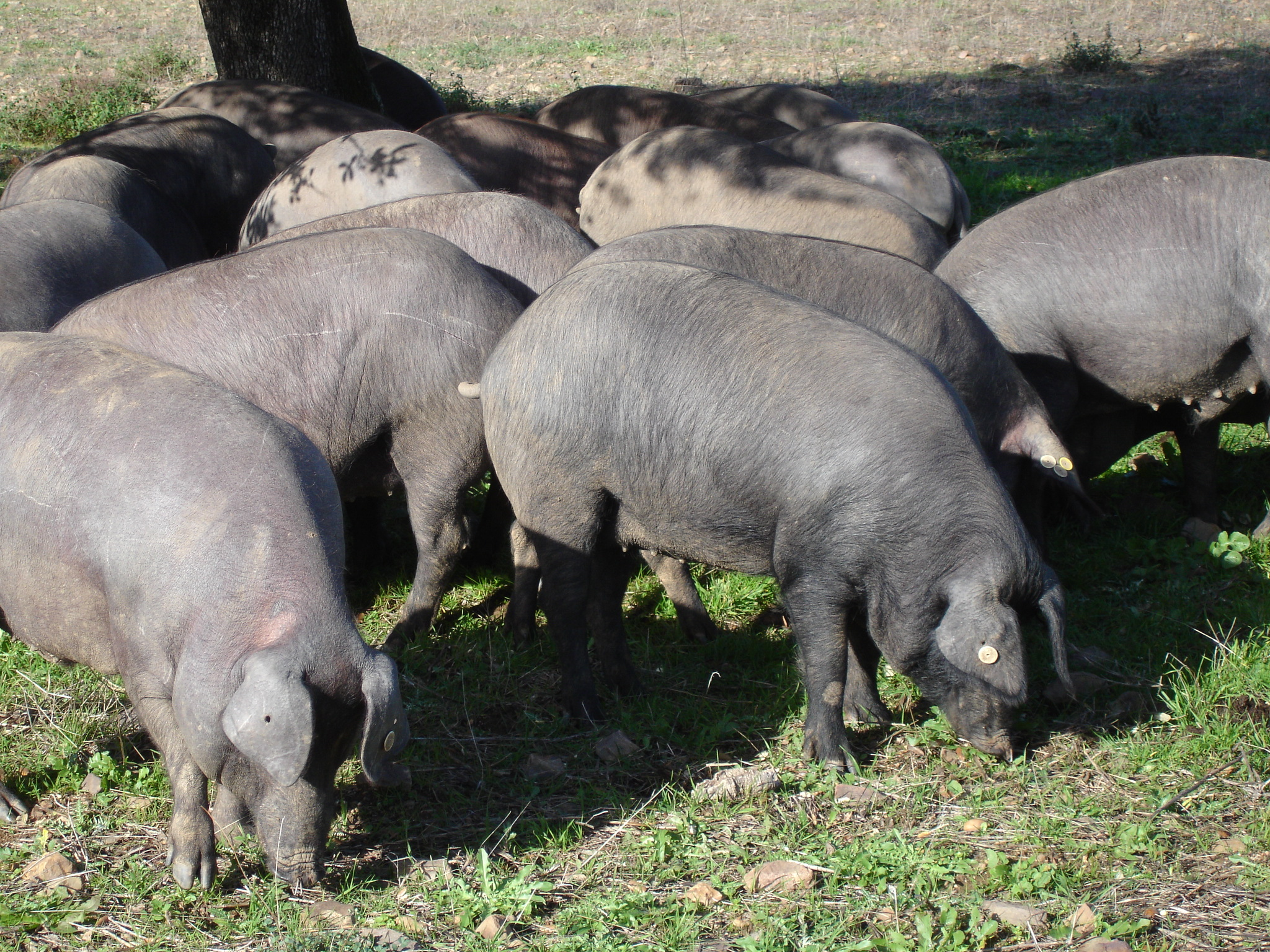
Maiali iberici
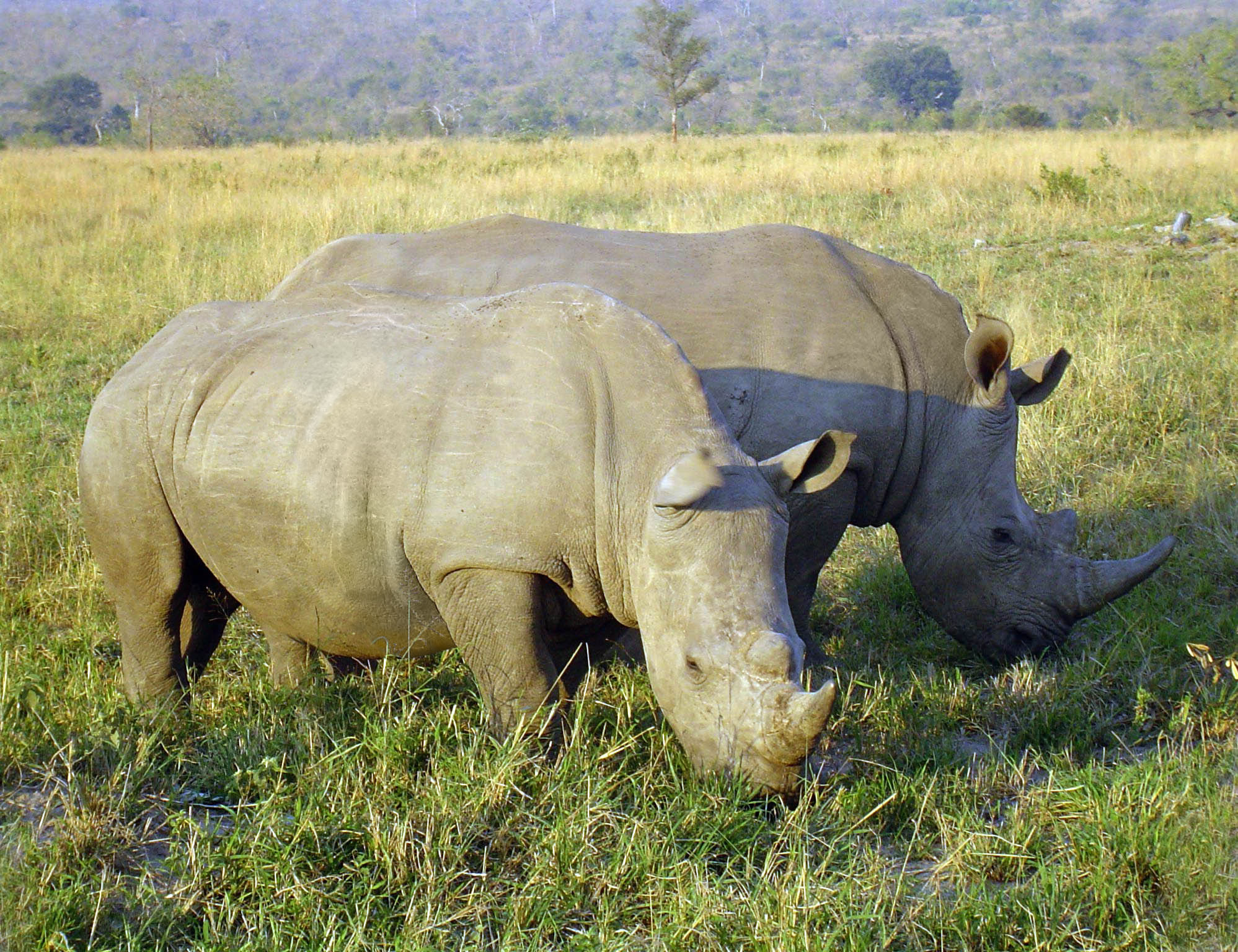
Ceratotherium simum
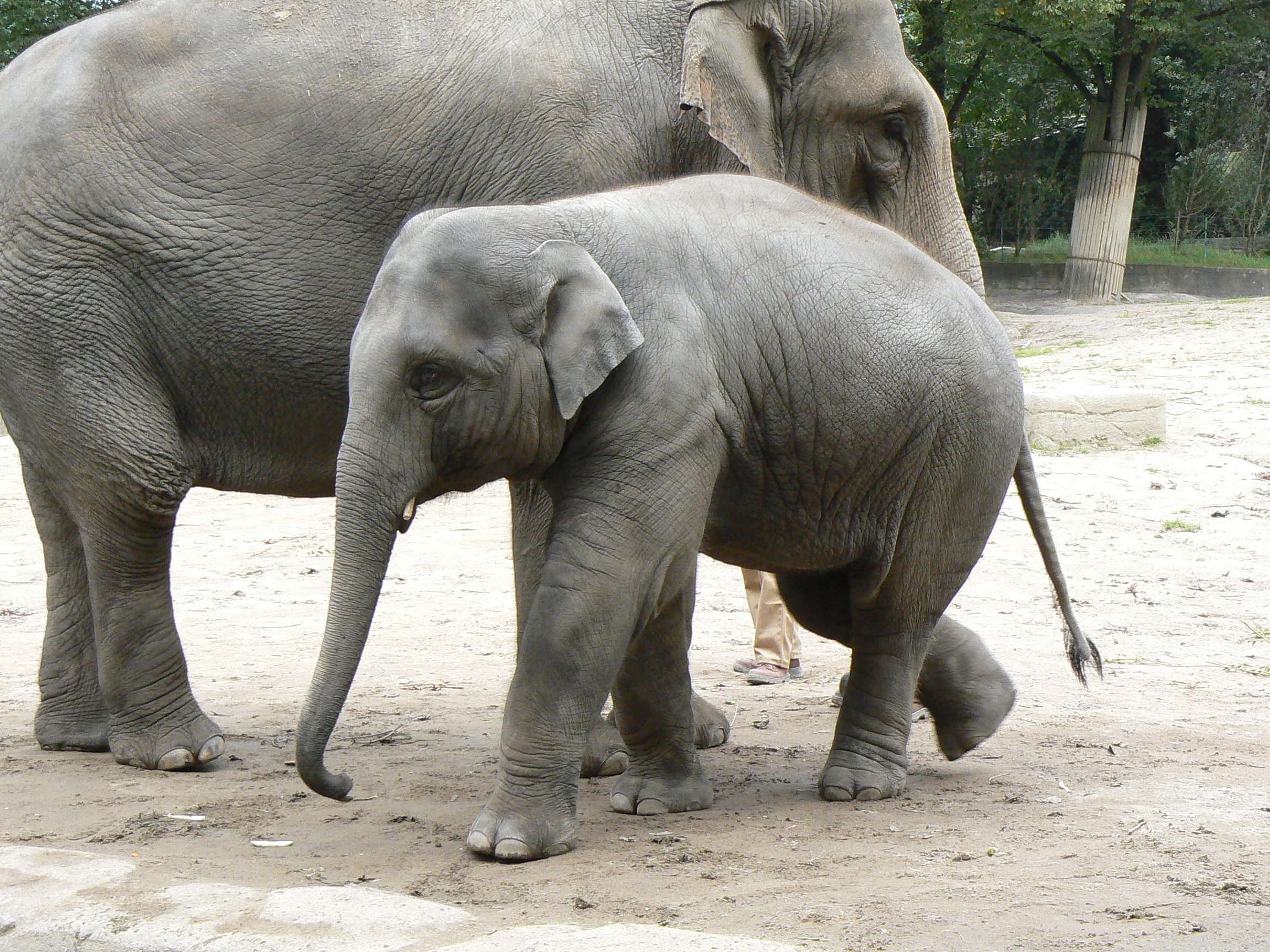
Esemplari di Elephas maximus

## Nell'industria

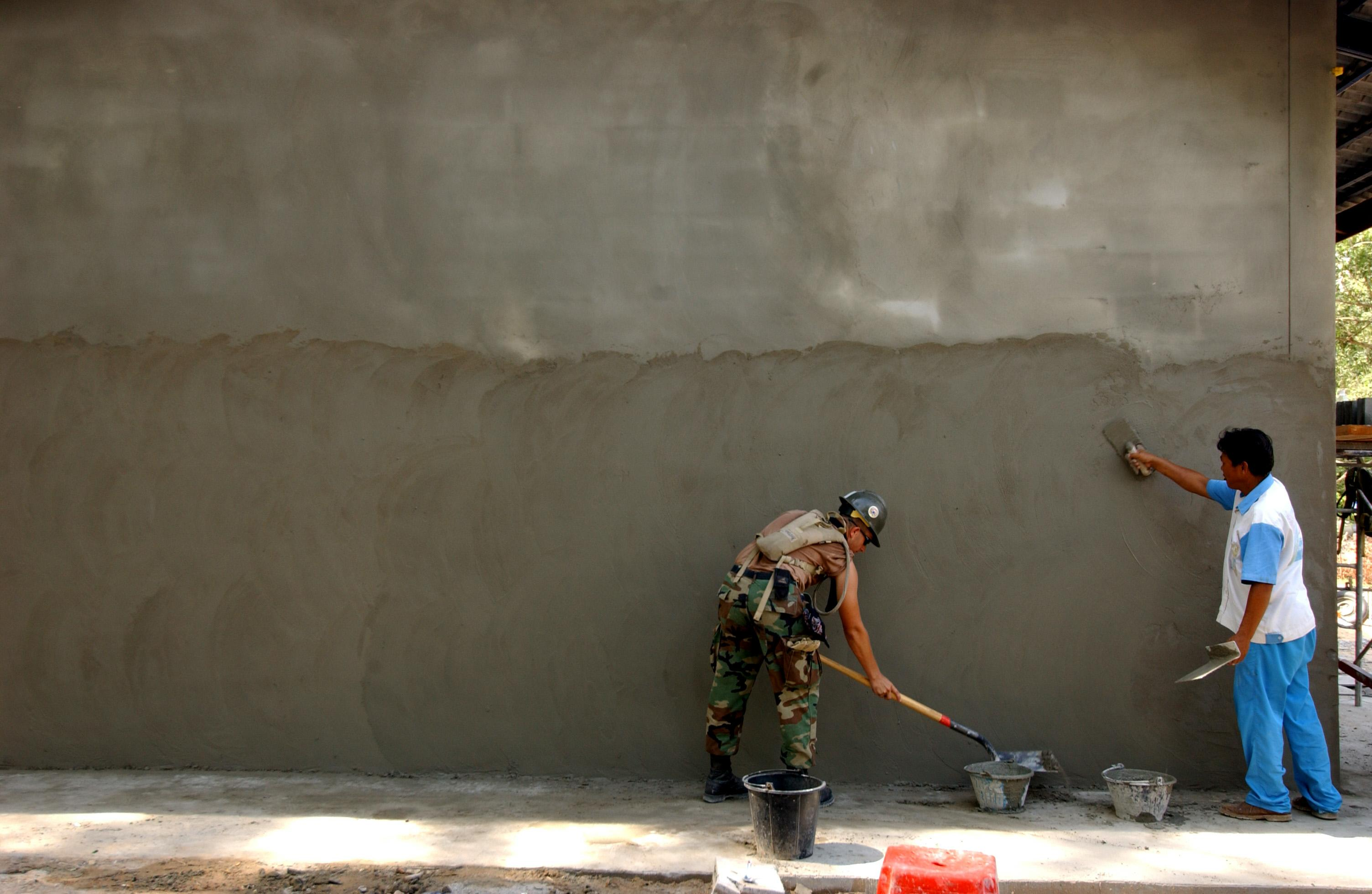
Muro in cemento

Il grigio, nell'edilizia, è il colore del cemento o della malta e quindi dell'intonaco del muro non ancora imbiancato o pitturato con altri colori.
È anche il colore dell'acciaio, dello zinco, dell'alluminio, del piombo e di moltissimi altri metalli. 

## Colorazione
Nell'ambito pittorico, la creazione del colore grigio è stata per secoli sottoposta a teorie e a sperimentazioni. La concezione classica considera il grigio come un "bianco sporco", quindi ottenuto aggiungendo al bianco quantità variabili di nero. Tuttavia, esistono altri metodi per ottenere il grigio: è il caso del grigio neutro, ottenuto mescolando in quantità uguali i tre colori primari (blu, rosso e giallo). L'utilizzo di questo grigio "speciale" permette di scurire un colore simulando l'ombra naturale molto più efficacemente di quanto potrebbe fare il nero (il cui utilizzo per le ombre è considerato, tra l'altro, errato). Un altro metodo per creare il grigio è mescolare in parti uguali i tre colori primari di stampa: ciano, magenta e giallo. Questo tipo di grigio viene, da molti, definito bistro (altri, invece, chiamano bistro un colore marrone scuro, che anticamente si otteneva dal carbone del faggio). Nella stampa tipografica e in alcune tecniche pittoriche (ad esempio, l'ecoline) il bistro è utilizzato per scurire i colori, per le ombre o come tonalità neutra di grigio usata per alcune regolazioni del colore. Alcune aziende produttrici di tempere creano colori con l'aggiunta del bistro per realizzarne le varie tonalità (ad esempio, il rosso bistro non è altro che un rosso a cui è stato aggiunto del bistro allo scopo di scurirlo).

## Nell'ottica

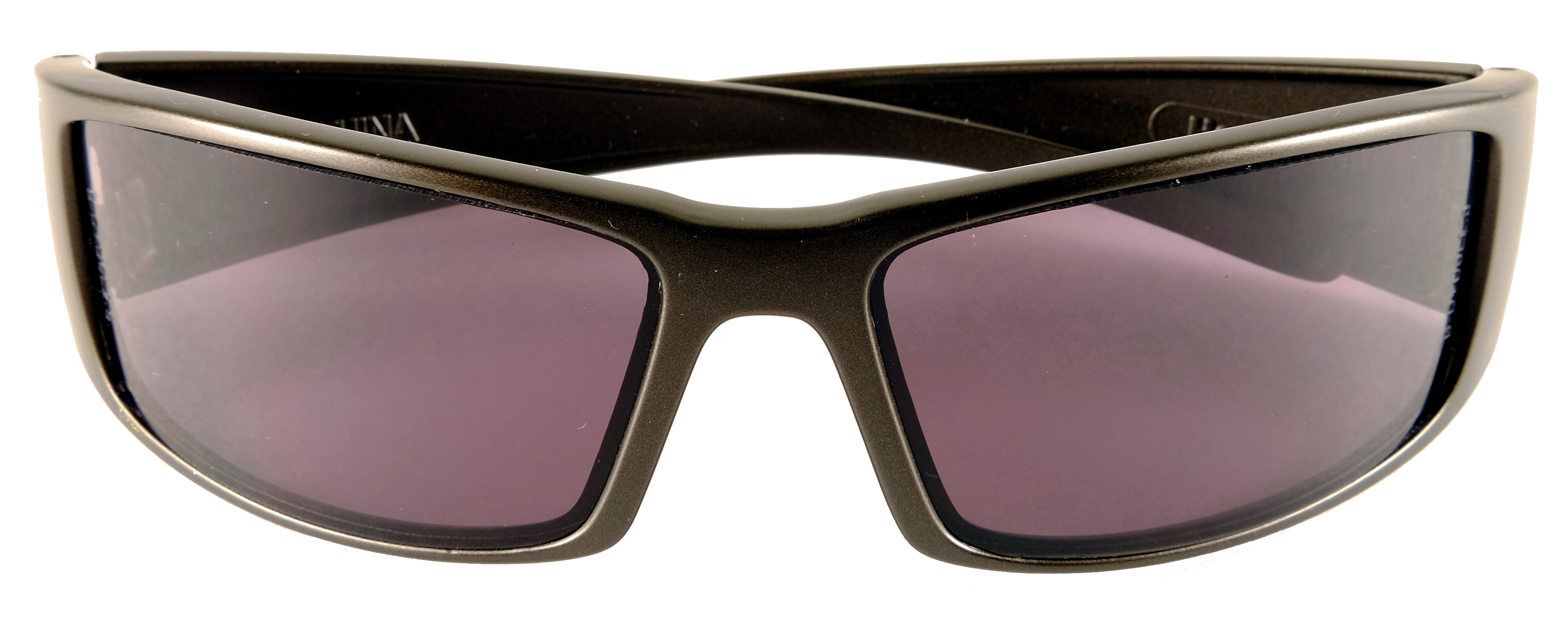
Occhiali di sicurezza di colore grigio

Il grigio è uno dei colori più utilizzati per la produzione di lenti solari per occhiali, in quanto assorbendo in maniera uniforme tutto lo spettro della luce visibile, mantiene una perfetta visibilità e non provoca una sensibile alterazione nella percezione dei colori dell'ambiente circostante, di contro può far apparire eccessivamente uniforme e monotono l'ambiente circostante.
Molti produttori di parabrezza per veicoli scelgono proprio il grigio per colorare in modo sfumato e leggero la parte alta dei parabrezza, in questo modo permettono un'attenuazione del riverbero solare senza falsare la percezione dei colori del guidatore.

## Codifica
La maggior parte dei programmi di grafica integrano nella propria palette dei colori 18 tonalità di grigio, realizzate da incrementi di nero del 5% (ad esempio, il 5% di nero è il grigio più chiaro, il 95% di nero è il grigio più scuro). Sulla base della percentuale di nero, è possibile perciò realizzare 100 livelli di grigio. Tuttavia, il monitor è capace di visualizzare oltre 16 milioni di colori (di cui solo una piccola parte distinguibili chiaramente dall'occhio umano), quindi ben oltre 100 grigi differenti (ad esempio: grigio tendente al bruno, tendente al blu, tendente al rosso, ecc.). Molto spesso ci si imbatte in software che gestiscono una scala monocromatica di 256 livelli di grigio. Questo numero è un limite arbitrario dovuto alla codifica in numeri binari: ogni colore viene, infatti, associato a un byte, costituito da 8 bit; con 8 bit si possono ottenere fino a 256 codici di colore differenti. Nella scala monocromatica viene considerato anche il bianco tra i 256 livelli di grigio.

### In HTML
Nel linguaggio HTML, i colori rosso, verde e blu sono presenti nella stessa quantità.

## Combinazioni con altri colori
Nell'ambito del web, miscelando attraverso miscelazione sottrattiva il colore "grigio" (inteso come colore la cui codifica esadecimale è #FF8000) con altri colori, si ottengono le seguenti combinazioni:
| Grigio (#808080) | + | Bianco (#FFFFFF) | = | Grigio chiaro (#C0C0C0) |
| Grigio (#808080) | + | Nero (#000000)   | = | Grigio scuro (#404040)  |
| Grigio (#808080) | + | Rosso (#FF0000)  | = | Rosso sporco (#C04040)  |
| Grigio (#808080) | + | Blu (#0000FF)    | = | Blu (#4040C0)           |
| Grigio (#808080) | + | Verde (#00FF00)  | = | Verde (#40C040)         |
| Grigio (#808080) | + | Giallo (#FFFF00) | = | Giallo sporco (#C0C040) |

Le combinazioni della tabella precedente sono valide solo "a video" e i colori risultanti sono ottenuti a partire dal codice del colore, ovvero attraverso un procedimento matematico da cui si ottiene il codice del colore che è la combinazione "teorica" dei primi due colori.
Nel caso della pittura, della stampa e in altri ambiti in cui il colore grigio non è ottenuto su uno schermo elettronico, bensì attraverso l'utilizzo di un pigmento o colorante, il colore che ne risulta può essere più o meno differente a seconda delle sostanze utilizzate, dal supporto e della proporzione dei due colori iniziali.
La miscelazione del grigio con gli altri colori fornisce dei risultati differenti da quelli indicati sopra nel caso in cui si utilizzino tecniche di miscelazione additiva.

## Simbolismo
Il grigio simboleggia la mediocrità, la mancanza di energia, la tristezza, la timidezza, la ambiguità, il compromesso e la prudenza.
Rappresenta una mentalità caratterizzata dall'oggettività e l'equilibrio perché viene visto come il colore che contiene sia il "bianco" che il "nero" intesi come bene e male.
Viene utilizzato per descrivere la civiltà industriale, in contrasto con il verde, che identifica invece l'ambiente, la clorofilla, le piante e i movimenti ambientalisti.

### In psicologia
In America e in Europa, il grigio è uno dei colori meno popolari; in un sondaggio europeo, solo l'1% degli uomini ha affermato che era il loro colore preferito e il 13% l'ha definito il colore meno preferito; la risposta delle donne è stata quasi la stessa. Secondo la storica del colore Eva Heller, "il grigio è troppo debole per essere considerato maschile, ma troppo minaccioso per essere considerato un colore femminile. Non è né caldo né freddo, né materiale o spirituale. Con il grigio, nulla sembra essere deciso".
Il grigio è il colore più comunemente associato in molte culture con gli anziani e la vecchiaia, a causa dell'associazione con i capelli grigi; simboleggia la saggezza e la dignità che derivano dall'esperienza e dall'età. Il New York Times è talvolta chiamato The Grey Lady a causa della sua lunga storia e della sua stimata posizione nel giornalismo americano.
Il grigio è il colore più spesso associato in Europa e in America alla modestia.

### In politica, araldica e vessillologia

La rappresentazione monocromatica del cenerino è un seminato di barre verticali ed orizzontali.

Il grigio è usato raramente come colore dai partiti politici, in gran parte a causa della sua comune associazione con il conformismo, la noia e l'indecisione. Un esempio di un partito politico che usa il grigio come colore sono le German Grey Panthers. 
Il termine "potere grigio" o "voto grigio" è talvolta usato per descrivere l'influenza degli elettori più anziani come blocco di voto. Negli Stati Uniti, le persone anziane hanno maggiori probabilità di votare e di solito votano per proteggere determinati benefici sociali, come la previdenza sociale.
Grays è un termine usato a volte in modo peggiorativo dagli ambientalisti nel movimento verde per descrivere coloro che si oppongono alle misure ambientali e presumibilmente preferiscono il grigio del cemento.
In araldica il grigio è chiamato cenerino.
È raro nell'araldica anglosassone, ma è comune in Germania e frequente in Francia. In Italia è a volte sostituito dal campo di cielo.
Nella vessillologia è un colore raro, è usato per rappresentare oggetti o simboli. Ad esempio nella bandiera di Malta e nella bandiera della Città del Vaticano.

### Festività e religione
Nella religione il grigio è il colore delle ceneri, perciò assume un significato di rispetto e di lutto.

### Nello sport
Il grigio è il colore ufficiale dell'Unione Sportiva Alessandria Calcio 1912.
Nel baseball, il grigio è il colore tipicamente utilizzato per le divise da trasferta. Ciò è avvenuto perché nel XIX e all'inizio del XX secolo, le squadre fuori casa non avevano normalmente accesso ai servizi di lavanderia, quindi le macchie non erano evidenti sulle divise grigie più scure rispetto alle divise bianche indossate dalla squadra locale.

### Nella cromoterapia
Conferisce neutralità o comunque un atteggiamento di prudente attesa di fronte alle scelte.
Protegge dalle emozioni forti e dalle tensioni emotive, a patto di non abusarne l'uso, causando di contro sensazione di inadeguatezza e limitando l'adattamento verso il presente. Inoltre, favorisce sedentarietà per affrontare meglio l'iperattività.

## Nel lessico
- Una componente del cervello è comunemente detta "materia grigia" (sebbene in realtà si presenti di vari colori)
- Nell'ufologia, "grigio" è un termine con cui viene identificata una presunta razza extraterrestre (dal colore della pelle, appunto grigiastra).
- L'espressione "umore grigio" o "vedo tutto grigio" sono espressioni colloquiali comuni tra le persone per indicare un umore fiacco, depresso o un cattivo stato d'animo. Ciò perché si ritiene il grigio puro tendenzialmente un colore monotono e piatto.
- Il grigio è il colore del nome utente in una pagina o in un gruppo su Facebook dopo il ban; da ciò deriva il termine "grigiare" indicato anche in RIG, ovvero "rest in grey".

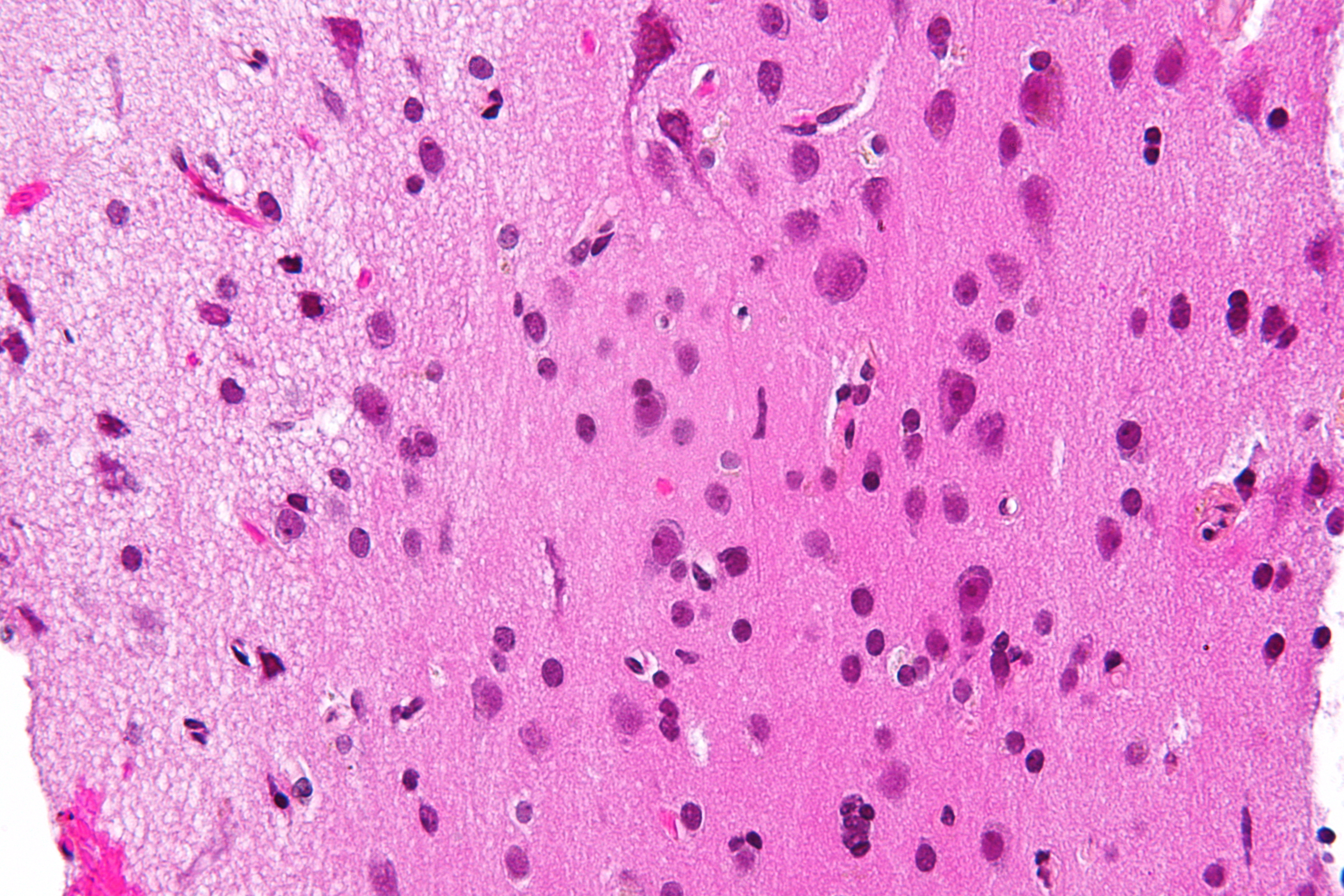
Micrografia che mostra la materia grigia (tonalità più scure del rosa) e la materia bianca
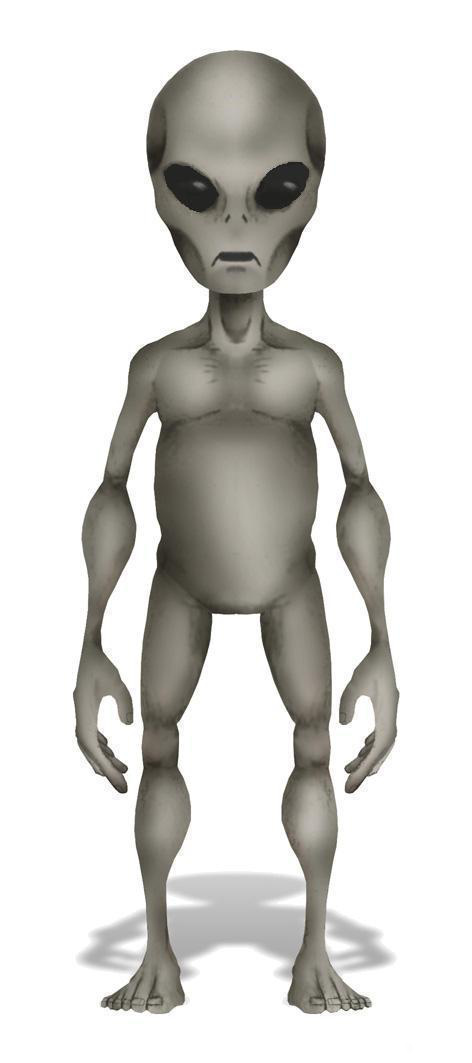
Rappresentazione di un alieno "grigio"